# Кад млидијах умрети (пјесма)
Кад млидијах умрети је пјесма Бранка Радичевића. Настала је 1845, али је објављена тек 1862. године. Ова песма је завршена у односу на остале поеме.
Главна тема пјесме је мисао о смрти, истовремено то је мотив који се појављује стално у Радичевићевим пјесмама. Овај мотив је потекао из његове породичне трагедије, која му је дала предосјећање болести и смрти.